# 대한아이스하키협회
대한아이스하키협회는 아이스하키를 널리 보급하여 국민체력증진을 도모하고 우수한 아이스하키 경기인을 양성하여 국위선양 및 체육발전에 기여할 목적으로 2001년 7월 16일 설립된 대한민국 문화체육관광부 소관의 사단법인이다. 사무실은 서울특별시 송파구 오륜동 88 올림픽회관 내에 있다.

## 주요 사업
- 아이스하키 경기에 관한 기본방침 결정
- 국제경기대회의 개최 및 참가
- 경기기술의 연구 및 향상
- 선수의 양성 및 경기시설에 관한 연구